# Vozovna

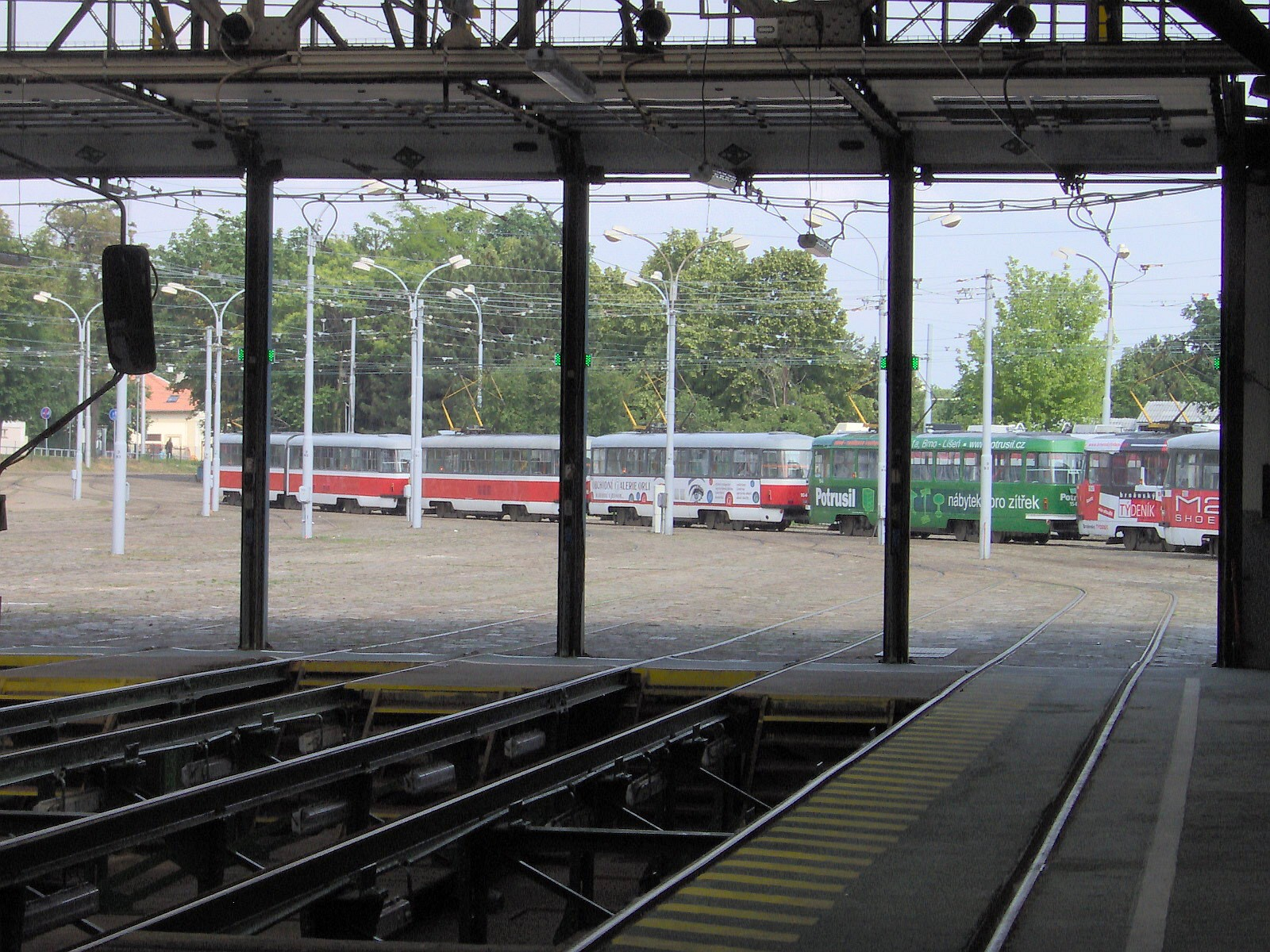
Brněnská vozovna v Pisárkách slouží tramvajové dopravě

Vozovna je prostor, v němž jsou odstavovány vozy zejména drážních druhů městské hromadné dopravy v době, kdy nekonají službu. Ve vozovně se tato vozidla myjí, probíhá základní údržba apod. Někdy mohou být součástí vozovny i dílny (například u Vozovny Dukla), takže je možné zde provádět i opravy rozsáhlejšího charakteru, či dokonce modernizace a kompletace vozů.
Vozy jsou z vozovny vypravovány pomocí výpravčího vozovny, který má na starost její chod. Příprava a údržba vozů někdy spadá pod jinou osobu než výpravčího, např. pod mistra údržby.
V Česku se slovo vozovna nejčastěji používá pro tramvajovou nebo trolejbusovou vozovnu. Dříve se v témž významu používalo například slovo remíza, v provozních dokumentech se jim také někdy říká depo (u Dopravního podniku hl. m. Prahy je vžitá praxe, že jako depo se označuje pouze odstavovací hala, zatímco jako vozovna celý areál včetně ploch a výpravní budovy). Vozovna pro autobusy se obvykle označuje slovem garáž nebo garáže, ale v některých městech (například v Brně) se i pro ni užívá označení vozovna. Areály pro odstavování a lehkou údržbu vlaků metra se v Praze označují jako depa.